# Aegean Cup
Aegean Cup (v minulosti také Bora Öztürk Tournament) je mezinárodní fotbalový turnaj mládežnických reprezentací, který se koná každoročně od roku 1999 v lednu v Turecku. 

## Historie turnaje
| Rok  | Název                  | Kategorie | Vítěz    | 2. místo  | 3. místo  |
| ---- | ---------------------- | --------- | -------- | --------- | --------- |
| 1999 | Bora Öztürk Tournament | U15       | Turecko  | Rumunsko  | Rusko     |
| 2000 | Bora Öztürk Tournament | U15       | Turecko  | Rusko     | Rumunsko  |
| 2001 | Bora Öztürk Tournament | U15       | Francie  | Turecko   | Řecko     |
| 2002 | Aegean Cup             | U16       | Rusko    | Francie   | Egypt     |
| 2003 | Aegean Cup             | U16       | Turecko  | Česko     | Francie   |
| 2004 | Aegean Cup             | U17       | Turecko  | Francie   | Ukrajina  |
| 2006 | Aegean Cup             | U16       | Ukrajina | Česko     | Turecko   |
| 2007 | Aegean Cup             | U16       | Turecko  | Španělsko | Belgie    |
| 2008 | Aegean Cup             | U16       | Turecko  | Belgie    | Česko     |
| 2009 | Aegean Cup             | U16       | Francie  | Turecko   | Norsko    |
| 2010 | Aegean Cup             | U16       | Francie  | Turecko   | Ukrajina  |
| 2011 | Aegean Cup             | U16       | Francie  | Turecko   | Švýcarsko |
| 2012 | Aegean Cup             | U16       | Francie  | Turecko   | Belgie    |

## Česko na Aegean Cupu
| Rok  | Umístění |
| ---- | -------- |
| 2002 | 2. místo |
| 2006 | 2. místo |
| 2008 | 3. místo |
| 2009 | skupina  |
| 2010 | 4. místo |
| 2011 | skupina  |
| 2012 | 4. místo |